# エリザベート・ヴィレルミーヌ・ド・シヴリー

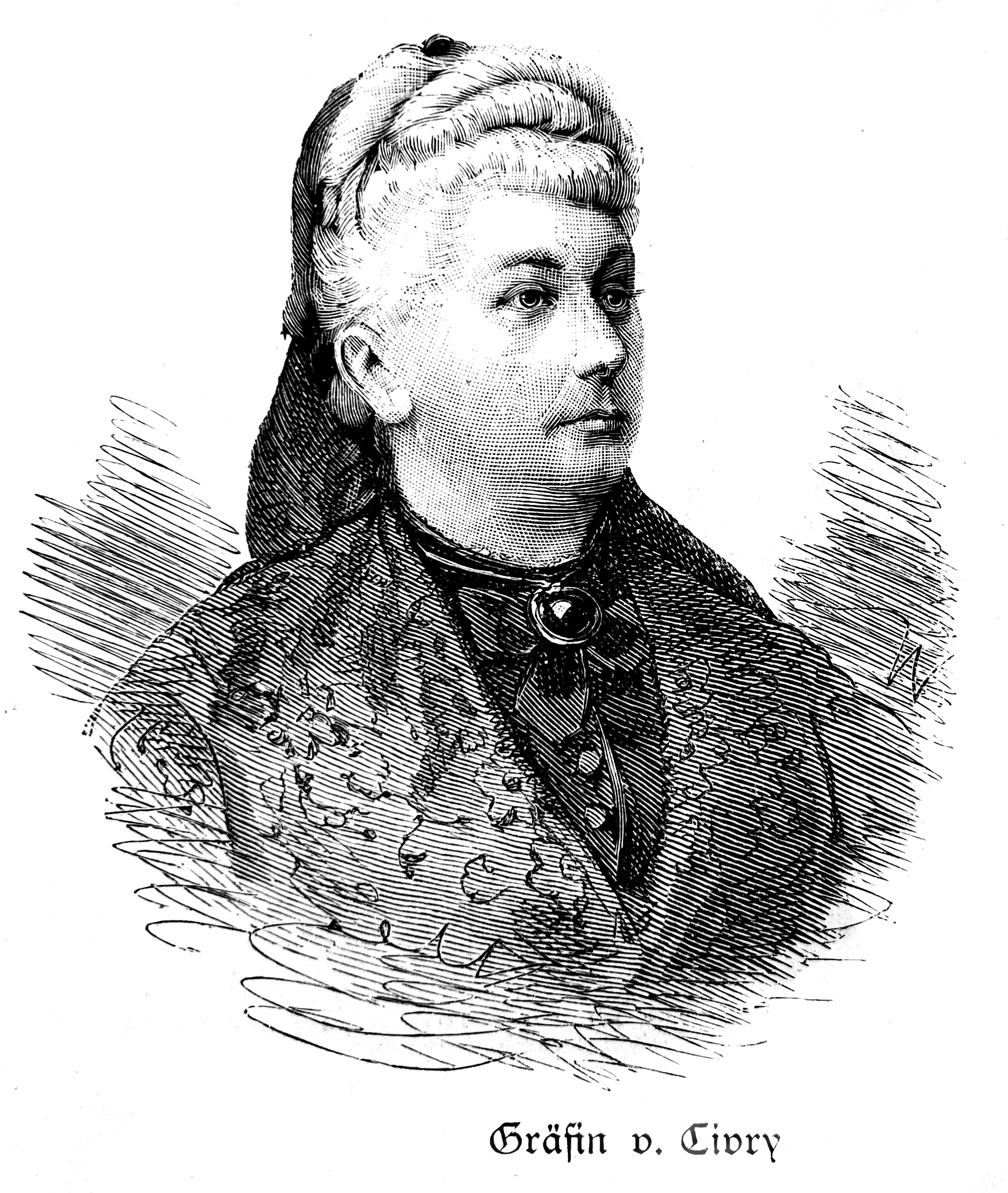
シヴリー伯爵夫人、『イルストリールテ・ツァイトゥング』1890年1月11日号に掲載されたイラスト

エリーザベト・ヴィルヘルミーネ・グレーフィン（女伯爵）・フォン・コルマール（Elisabeth Wilhelmine Gräfin von Colmar, 1826年7月5日 ヴォルフェンビュッテル郊外ヴェンデッセン - 1880年11月1日 パリ）は、ドイツ・ブラウンシュヴァイク公国公家の非嫡出女子。結婚後はシヴリー伯爵夫人エリザベート・ヴィレルミーヌ・デュ・コラン・ド・バリジアン（Élisabeth Wilhelmine du Collin de Barizien, Countess de Civry）と名乗った。

## 生涯
ブラウンシュヴァイク公カール2世と、イギリス人の妾シャーロット・コルヴィルの間の非嫡出子として生まれる。エリザベートは父公爵の母親マリー・エリーザベト・ヴィルヘルミーネから洗礼名をもらい、コルマール女伯爵（Gräfin von Colmar）の称号を与えられた。
1828年、母が父公爵の許を去ってロンドンに帰った際は、母に連れられ2歳で渡英した。父公爵は母子を気にかけて援助を続け、エリザベートをノッティング・ヒルの女子寄宿学校に入らせた。この学校ではルイーゼ・ドゥルケンが音楽を、マダム・ブールダン（Madame Bourdin）がダンスを教えていた。父公爵は1830年に退位しパリで亡命生活を送っていたが、1835年エリザベートをパリに呼び寄せた。彼女はパリでアンドラウ男爵夫妻の世話を受けて暮らした。その後ナンシーの女子寄宿学校に入り、1842年16歳の時より同地でフランスにおける近代ドミニコ会の再建者アンリ・ラコルデール神父の説教を聞くようになる。エリザベートは父の経済援助で生活していたが、ラコルデールに感化されカトリックに改宗した。カール2世は弟ヴィルヘルムから君主の座を取り戻して復位するという実現しそうもない計画を抱いており、君主の家族が君臣信教一致の原則を犯すことはその計画にダメージを与えるものだったため、怒った公爵は娘を義絶した。
エリザベートは1847年、ロンドンでシヴリー伯爵を名乗るウジェーヌ・デュ・コラン・ド・バリジアン（1820年 - 1907年）と結婚した。コラン家はロレーヌ地方の地主で、父親の代からシヴリー伯爵を自称するようになっていた。このためエリザベートもシヴリー伯爵夫人と称するようになった。もっとも、夫は結婚の翌年には経済的失敗から所有する地所をすべて売らねばならなくなり、生活は豊かではなかった。夫妻は間に8人の子をもうけ、三男のフレデリック・ド・シヴリーは自転車競技選手として有名になった。
1863年、エリザベートは父公爵が自分を正統な嫡出子と認め、ブラウンシュヴァイク＝リューネブルク公女（Prinzessin von Braunschweig-Lüneburg）と名乗る権利を承認し、身分相応の生活を保障する年金を受給すべきだとする訴えを、パリ高等裁判所に起こした。公爵は娘の請求を拒否し、1865年裁判に勝訴して訴えを退けた。ただしエリザベートもフランス民法典を盾に争い、訴えの一部を認められた。エリザベートは1876年、今度はブラウンシュヴァイク公国の裁判所に、1873年に死去したカール2世の嫡出子と認めるよう訴えを起こしたが、この審理中の1880年に死去したため、彼女の子供たちが裁判を継続した。結局、この裁判はほぼ完全な敗訴に終わったが、一部少額の金銭的請求権のみ認められた。またその後、エリザベートがスイス・ジュネーヴの裁判所に起こしていた同様の裁判では彼女の遺族に有利な判決が下り、カール2世の遺産の一部を相続することが認めらている。

## 著作
- Pelerinages en Lorraine. Notre-Dame de Bon-Secours a Nancy. Impr. A. Francois, Paris um 1844, OCLC 39245500.
- Notre-Dame de Sion-Vaudémont (Meurthe) (= Pélerinages en Lorraine, II). Vagner, Nancy 1845, OCLC 39245407.

## 引用・脚注
1. 1 2 3 4  Kerstin Rahn: Civry, Elisabeth Wilhelmine von, geb. Gräfin von Colmar. In: Der BibISBN-Eintrag de:Vorlage:BibISBN/3775258388 ist nicht vorhanden. Bitte prüfe die ISBN und lege ggf. einen neuen Eintrag an.
2. ↑    - The Duke of Brunswick and his Daughter (ドイツ語), Leighton, 1865, p. 455, the child was named after its grandmother, the Grand Duchess of Baden, and created by letters patent Countess of Colmar
3. 1 2  Paris Correspondence of the London Star. In: The New York Times. 14. Mai 1865 (nytimes.com).
4. ↑  Carl Hilty, ed. (1886), “Jahresbericht 1899”, Politisches Jahrbuch der Schweizerischen Eidgenossenschaft (ドイツ語), Bern: K. J. Wyss, pp. 414–415